# Адмиралтейский остров
Адмиралте́йский о́стров — часть территории Санкт-Петербурга, расположенная между рекой Невой, Лебяжьей канавкой, Мойкой, Крюковым каналом, Адмиралтейским и Ново-Адмиралтейским каналами.
Фактически состоит из двух островов, разделенных Зимней канавкой, — 1-го Адмиралтейского и 2-го Адмиралтейского.